# Куликова Балка
Куликова Балка (укр. Куликова Балка) — село в Анновской сельской общине Новоукраинского района Кировоградской области Украины.
Население по переписи 2001 года составляло 191 человек. Почтовый индекс — 27134. Телефонный код — 5251. Код КОАТУУ — 3524085203.